# Austria ai Giochi della XXXII Olimpiade
L'Austria ha partecipato ai Giochi della XXXII Olimpiade, che si sono svolti a Tokyo, Giappone, dal 23 luglio all'8 agosto 2021 (inizialmente previsti dal 24 luglio al 9 agosto 2020 ma posticipati per la pandemia di COVID-19) con una delegazione di 60 atleti impegnati in 17 discipline.

## Medaglie
| Riepilogo quotidiano | Riepilogo quotidiano | Riepilogo quotidiano | Riepilogo quotidiano | Riepilogo quotidiano | Riepilogo quotidiano |
| -------------------- | -------------------- | -------------------- | -------------------- | -------------------- | -------------------- |
| Giorno               | Data                 |                      |                      |                      | Totale               |
| 2º                   | 25                   | 1                    | 0                    | 0                    | 1                    |
| 4º                   | 27                   | 0                    | 0                    | 1                    | 1                    |
| 5º                   | 28                   | 0                    | 1                    | 0                    | 1                    |
| 7º                   | 30                   | 0                    | 0                    | 1                    | 1                    |
| 8º                   | 31                   | 0                    | 0                    | 1                    | 1                    |
| 13º                  | 5                    | 0                    | 0                    | 2                    | 2                    |
| Totale               | Totale               | 1                    | 1                    | 5                    | 7                    |

### Medagliere per disciplina
| Sport                | Oro | Argento | Bronzo | Totale |
| -------------------- | --- | ------- | ------ | ------ |
| Ciclismo             | 1   | 0       | 0      | 1      |
| Judo                 | 0   | 1       | 1      | 2      |
| Arrampicata sportiva | 0   | 0       | 1      | 1      |
| Atletica leggera     | 0   | 0       | 1      | 1      |
| Canottaggio          | 0   | 0       | 1      | 1      |
| Karate               | 0   | 0       | 1      | 1      |
| Totale               | 1   | 1       | 5      | 7      |

### Medaglie di oro
| Medaglia | Nome             | Sport    | Evento                   |
| -------- | ---------------- | -------- | ------------------------ |
| Oro      | Anna Kiesenhofer | Ciclismo | Corsa in linea femminile |

### Medaglie di argento
| Medaglia | Nome              | Sport | Evento          |
| -------- | ----------------- | ----- | --------------- |
| Argento  | Michaela Polleres | Judo  | 70 kg femminile |

### Medaglie di bronzo
| Medaglia | Nome                | Sport                | Evento                    |
| -------- | ------------------- | -------------------- | ------------------------- |
| Bronzo   | Jakob Schubert      | Arrampicata sportiva | Gara maschile             |
| Bronzo   | Lukas Weißhaidinger | Atletica leggera     | Lancio del disco maschile |
| Bronzo   | Magdalena Lobnig    | Canottaggio          | Singolo femminile         |
| Bronzo   | Shamil Borchashvili | Judo                 | 81 kg maschile            |
| Bronzo   | Bettina Plank       | Karate               | 55 kg femminile           |

## Delegazione
| Sport                | Uomini | Donne | Totale |
| -------------------- | ------ | ----- | ------ |
| Arrampicata sportiva | 1      | 1     | 2      |
| Atletica leggera     | 3      | 3     | 6      |
| Badminton            | 1      | 0     | 1      |
| Canoa/Kayak          | 1      | 4     | 5      |
| Canottaggio          | 0      | 3     | 3      |
| Ciclismo             | 6      | 2     | 8      |
| Equitazione          | 2      | 3     | 5      |
| Ginnastica           | 0      | 1     | 1      |
| Golf                 | 2      | 1     | 3      |
| Judo                 | 2      | 4     | 6      |
| Karate               | 0      | 1     | 1      |
| Nuoto                | 3      | 2     | 5      |
| Nuoto artistico      | 0      | 2     | 2      |
| Sollevamento pesi    | 1      | 1     | 2      |
| Skateboard           | 0      | 1     | 1      |
| Tennistavolo         | 3      | 3     | 6      |
| Tiro                 | 1      | 1     | 2      |
| Triathlon            | 2      | 2     | 4      |
| Vela                 | 3      | 3     | 6      |
| Totale               | 29     | 31    | 60     |

## Arrampicata sportiva
Maschile
| Atleta         | Evento        | Qualificazione | Qualificazione | Qualificazione | Qualificazione | Qualificazione | Qualificazione | Qualificazione | Qualificazione | Qualificazione | Qualificazione | Qualificazione | Finale   | Finale | Finale | Finale | Finale | Finale     | Finale     | Finale     | Finale | Finale |
| Atleta         | Evento        | Speed          | Speed          | Speed          | Lead           | Lead           | Lead           | Bouldering     | Bouldering     | Bouldering     | Totale         | Totale         | Speed    | Speed  | Lead   | Lead   | Lead   | Bouldering | Bouldering | Bouldering | Totale | Totale |
| Atleta         | Evento        | A              | B              | Pos.           | Hold           | Tempo          | Pos.           | Top            | Zona           | Pos.           | Punti          | Pos.           | Migliore | Pos.   | Hold   | Tempo  | Pos.   | Top        | Zona       | Pos.       | Punti  | Pos.   |
| -------------- | ------------- | -------------- | -------------- | -------------- | -------------- | -------------- | -------------- | -------------- | -------------- | -------------- | -------------- | -------------- | -------- | ------ | ------ | ------ | ------ | ---------- | ---------- | ---------- | ------ | ------ |
| Jakob Schubert | Gara maschile | 6"70           | 6"94           | 12º            | 42+            | 4'02"          | 1º             | 1              | 2              | 7º             | 84,00          | 4º Q           | 6"76     | 7º     | Top    | –      | 1º     | 1          | 1          | 5º         | 35,00  |        |

Femminile
| Atleta       | Evento         | Qualificazione | Qualificazione | Qualificazione | Qualificazione | Qualificazione | Qualificazione | Qualificazione | Qualificazione | Qualificazione | Qualificazione | Qualificazione | Finale   | Finale | Finale | Finale | Finale | Finale     | Finale     | Finale     | Finale | Finale |
| Atleta       | Evento         | Speed          | Speed          | Speed          | Lead           | Lead           | Lead           | Bouldering     | Bouldering     | Bouldering     | Totale         | Totale         | Speed    | Speed  | Lead   | Lead   | Lead   | Bouldering | Bouldering | Bouldering | Totale | Totale |
| Atleta       | Evento         | A              | B              | Pos.           | Hold           | Tempo          | Pos.           | Top            | Zona           | Pos.           | Punti          | Pos.           | Migliore | Pos.   | Hold   | Tempo  | Pos.   | Top        | Zona       | Pos.       | Punti  | Pos.   |
| ------------ | -------------- | -------------- | -------------- | -------------- | -------------- | -------------- | -------------- | -------------- | -------------- | -------------- | -------------- | -------------- | -------- | ------ | ------ | ------ | ------ | ---------- | ---------- | ---------- | ------ | ------ |
| Jessica Pilz | Gara femminile | 8"51           | 8"63           | 11ª            | 33+            | –              | 2ª             | 1              | 3              | 9ª             | 198,00         | 6ª Q           | 8"43     | 6ª     | 34+    | –      | 3ª     | 0          | 0          | 5ª         | 90,00  | 7ª     |

## Atletica leggera
| Q | Qualificato al turno successivo per la posizione in qualificazione                                                           |
| q | Qualificato per il turno successivo per ripescaggio o, negli eventi su campo, conquistando la misura minima per qualificarsi |

Maschile
Eventi su pista e strada
| Atleta          | Evento   | Finale    | Finale    |
| Atleta          | Evento   | Risultato | Posizione |
| --------------- | -------- | --------- | --------- |
| Peter Herzog    | Maratona | 2h22'15"  | 61º       |
| Lemawork Ketema | Maratona | DNF       | DNF       |

Eventi su campo
| Atleta              | Evento           | Qualifica | Qualifica | Finale  | Finale    |
| Atleta              | Evento           | Misura    | Posizione | Misura  | Posizione |
| ------------------- | ---------------- | --------- | --------- | ------- | --------- |
| Lukas Weißhaidinger | Lancio del disco | 64,77 m   | 5º Q      | 67,07 m |           |

Femminile
Eventi su pista e strada
| Atleta        | Evento      | Batteria  | Batteria  | Semifinale | Semifinale | Finale          | Finale          |
| Atleta        | Evento      | Risultato | Posizione | Risultato  | Posizione  | Risultato       | Posizione       |
| ------------- | ----------- | --------- | --------- | ---------- | ---------- | --------------- | --------------- |
| Susanne Walli | 400 m piani | 52"19     | 3ª Q      | 51"52      | 6ª         | Non qualificata | Non qualificata |

Eventi su campo
| Atleta          | Evento                 | Qualifica | Qualifica | Finale          | Finale          |
| Atleta          | Evento                 | Misura    | Posizione | Misura          | Posizione       |
| --------------- | ---------------------- | --------- | --------- | --------------- | --------------- |
| Victoria Hudson | Lancio del giavellotto | 58,60 m   | 21ª       | Non qualificata | Non qualificata |

Eventi multipli
| Atleta         | Evento    | 100 ost.   | Alto        | Peso      | 200 m     | Lungo    | Giav.     | 800 m       | Punteggio totale | Pos. |
| -------------- | --------- | ---------- | ----------- | --------- | --------- | -------- | --------- | ----------- | ---------------- | ---- |
| Ivona Dadic    | Eptathlon | 13"61 1034 | 1,83 = 1016 | 14,10 801 | 24"33 949 | 6,11 883 | 48,40 829 | 2'15"10 891 | 6403             | 8ª   |
| Verena Preiner | Eptathlon | 13"65 1028 | 1,77 = 941  | 13,59 767 | 24"55 929 | 6,12 887 | 44,95 763 | 2'07"92 995 | 6310             | 11ª  |

## Badminton
| Atleta      | Evento           | Girone                      | Girone                       | Girone               | Girone | Ottavi               | Quarti               | Semifinale           | Finale               | Finale          |                 |
| Atleta      | Evento           | Avversario Punteggio        | Avversario Punteggio         | Avversario Punteggio | Pos.   | Avversario Punteggio | Avversario Punteggio | Avversario Punteggio | Avversario Punteggio | Pos.            |                 |
| ----------- | ---------------- | --------------------------- | ---------------------------- | -------------------- | ------ | -------------------- | -------------------- | -------------------- | -------------------- | --------------- | --------------- |
| Luka Wraber | Singolo maschile | V. Axelsen P (12–21, 11–21) | K. Koljonen P (13–21, 17–21) | N.D.                 | 3º     | Non qualificato      | Non qualificato      | Non qualificato      | Non qualificato      | Non qualificato | Non qualificato |

## Canoa/kayak

### Slalom
Maschile
| Atleta          | Evento | Qualificazioni | Qualificazioni | Qualificazioni | Qualificazioni | Qualificazioni | Qualificazioni | Semifinali | Semifinali | Semifinali | Finale   | Finale | Finale    |
| Atleta          | Evento | 1ª manche      | Pos.           | 2ª manche      | Pos.           | Migliore       | Posizione      | Penalità   | Tempo      | Posizione  | Penalità | Tempo  | Posizione |
| --------------- | ------ | -------------- | -------------- | -------------- | -------------- | -------------- | -------------- | ---------- | ---------- | ---------- | -------- | ------ | --------- |
| Felix Oschmautz | K-1    | 94"10          | 8º             | 92"18          | 7º             | 92"18          | 7º Q           | 2"         | 98"42      | 9º         | 0"       | 98"79  | 4º        |

Femminile
| Atleta              | Evento | Qualificazioni | Qualificazioni | Qualificazioni | Qualificazioni | Qualificazioni | Qualificazioni | Semifinali | Semifinali | Semifinali | Finale          | Finale          | Finale          |
| Atleta              | Evento | 1ª manche      | Pos.           | 2ª manche      | Pos.           | Migliore       | Posizione      | Penalità   | Tempo      | Posizione  | Penalità        | Tempo           | Posizione       |
| ------------------- | ------ | -------------- | -------------- | -------------- | -------------- | -------------- | -------------- | ---------- | ---------- | ---------- | --------------- | --------------- | --------------- |
| Nadine Weratschnig  | C-1    | 112"47         | 4ª             | 115"56         | 10ª            | 112"47         | 6 Q            | 0"         | 119"69     | 7ª         | 2"              | 119"41          | 5ª              |
| Viktoria Wolffhardt | K-1    | 114"63         | 14ª            | 112"28         | 15ª            | 112"28         | 16 Q           | 0"         | 112"11     | 11ª        | Non qualificata | Non qualificata | Non qualificata |

## Canottaggio
| Atleta                               | Evento                               | Batteria | Batteria  | Ripescaggio | Ripescaggio | Quarti  | Quarti    | Semifinale      | Semifinale      | Finale / Finale B | Finale / Finale B |
| Atleta                               | Evento                               | Tempo    | Posizione | Tempo       | Posizione   | Tempo   | Posizione | Tempo           | Posizione       | Tempo             | Posizione         |
| ------------------------------------ | ------------------------------------ | -------- | --------- | ----------- | ----------- | ------- | --------- | --------------- | --------------- | ----------------- | ----------------- |
| Magdalena Lobnig                     | Singolo femminile                    | 7'37"91  | 1ª Q      | Bye         | Bye         | 7'58"20 | 1ª S A/B  | 7'25"59         | 3ª qA           | 7'19"72           |                   |
| Valentina Cavallar Louisa Altenhuber | Due di coppia pesi leggeri femminile | 7'26"22  | 5ª R      | 7'42"31     | 4ª FC       | N.D.    | N.D.      | Non qualificate | Non qualificate | Non qualificate   | Non qualificate   |

## Ciclismo

### Ciclismo su strada
Maschile
| Atleta              | Evento         | Tempo    | Posizione |
| ------------------- | -------------- | -------- | --------- |
| Patrick Konrad      | Corsa in linea | 6h09'04" | 18º       |
| Patrick Konrad      | Cronometro     | 1h02'05" | 31º       |
| Gregor Mühlberger   | Corsa in linea | 6h21'46" | 70º       |
| Hermann Pernsteiner | Corsa in linea | 6h13'17" | 30º       |

Femminile
| Atleta           | Evento         | Tempo    | Posizione |
| ---------------- | -------------- | -------- | --------- |
| Anna Kiesenhofer | Corsa in linea | 3h52'45" |           |

### Ciclismo su pista
Maschile
| Atleta       | Evento | Scratch race | Scratch race | Corsa a tempo | Corsa a tempo | Corsa a eliminazione | Corsa a eliminazione | Corsa a punti | Corsa a punti | Punti totali | Classifica |
| Atleta       | Evento | Posizione    | Punti        | Posizione     | Punti         | Posizione            | Punti                | Punti         | Posizione     | Punti totali | Classifica |
| ------------ | ------ | ------------ | ------------ | ------------- | ------------- | -------------------- | -------------------- | ------------- | ------------- | ------------ | ---------- |
| Andreas Graf | Omnium | 19º          | 4            | 19º           | 2             | 20º                  | 2                    | 0             | 18º           | 8            | 18º        |

| Atleta                      | Evento    | Punti | Giri | Posizione |
| --------------------------- | --------- | ----- | ---- | --------- |
| Andreas Müller Andreas Graf | Americana | DNF   | 20   | =12ª      |

### Mountain bike
Maschile
| Atleta           | Evento        | Tempo    | Classifica |
| ---------------- | ------------- | -------- | ---------- |
| Maximilian Foidl | Cross-country | 1h28'45" | 17º        |

Femminile
| Atleta        | Evento        | Tempo | Classifica |
| ------------- | ------------- | ----- | ---------- |
| Laura Stigger | Cross-country | DNF   | DNF        |

## Equitazione

### Dressage
| Atleta                                                 | Cavallo                       | Gara        | Grand Prix | Grand Prix | Grand Prix Special | Grand Prix Special | Grand Prix Freestyle | Grand Prix Freestyle | Totale          | Totale          |
| Atleta                                                 | Cavallo                       | Gara        | Punteggio  | Classifica | Punteggio          | Classifica         | Tecnico              | Artistico            | Punteggio       | Classifica      |
| ------------------------------------------------------ | ----------------------------- | ----------- | ---------- | ---------- | ------------------ | ------------------ | -------------------- | -------------------- | --------------- | --------------- |
| Florian Bacher                                         | Fidertraum                    | Individuale | 69,813     | 30°        | Non qualificato    | Non qualificato    | Non qualificato      | Non qualificato      | Non qualificato | Non qualificato |
| Victoria Max-Theurer                                   | Abegglen                      | Individuale | Ritirata   | Ritirata   | Ritirata           | Ritirata           | Ritirata             | Ritirata             | Ritirata        | Ritirata        |
| Christian Schumach                                     | Te quiero                     | Individuale | 70,900     | 21°        | Non qualificato    | Non qualificato    | Non qualificato      | Non qualificato      | Non qualificato | Non qualificato |
| Florian Bacher Victoria Max-Theurer Christian Schumach | Fidertraum Abegglen Te quiero | Squadra     | Eliminati  | Eliminati  | Non qualificati    | Non qualificati    | Non qualificati      | Non qualificati      | Non qualificati | Non qualificati |

### Concorso completo
| Atleta                 | Cavallo       | Gara        | Dressage | Dressage  | Cross-country | Cross-country | Cross-country | Salto ostacoli | Salto ostacoli | Salto ostacoli | Salto ostacoli | Totale   | Totale    |
| Atleta                 | Cavallo       | Gara        | Dressage | Dressage  | Cross-country | Cross-country | Cross-country | Qualificazione | Qualificazione | Qualificazione | Finale         | Totale   | Totale    |
| Atleta                 | Cavallo       | Gara        | Penalità | Posizione | Penalità      | Totale        | Posizione     | Penalità       | Totale         | Posizione      | Penalità       | Totale   | Posizione |
| ---------------------- | ------------- | ----------- | -------- | --------- | ------------- | ------------- | ------------- | -------------- | -------------- | -------------- | -------------- | -------- | --------- |
| Katrin Khoddam-Hazrati | Cosma         | Individuale | Ritirata | Ritirata  | Ritirata      | Ritirata      | Ritirata      | Ritirata       | Ritirata       | Ritirata       | Ritirata       | Ritirata | Ritirata  |
| Lea Siegl              | Fighting Line | Individuale | 32,60    | 28ª       | 2.40          | 35,00         | 16ª           | 4.00           | 39,00          | 17ª            | 8.00           | 47,00    | 15ª       |

## Ginnastica

### Ginnastica artistica
Femminile
Corpo libero
| Atleta         | Evento               | Qualificazione | Qualificazione | Finale          | Finale          |
| Atleta         | Evento               | Punteggio      | Posizione      | Punteggio       | Posizione       |
| -------------- | -------------------- | -------------- | -------------- | --------------- | --------------- |
| Elisa Hämmerle | Concorso individuale | 48.933         | 66ª            | Non qualificata | Non qualificata |

## Golf
Maschile
| Atleta          | Evento   | Round 1   | Round 2   | Round 3   | Round 4   | Totale | Totale | Totale     |
| Atleta          | Evento   | Punteggio | Punteggio | Punteggio | Punteggio | Totale | Par    | Classifica |
| --------------- | -------- | --------- | --------- | --------- | --------- | ------ | ------ | ---------- |
| Matthias Schwab | Maschile | 69        | 69        | 70        | 67        | 275    | -9     | 27º        |
| Sepp Straka     | Maschile | 63        | 71        | 68        | 68        | 270    | -14    | 10º        |

Femminile
| Atleta         | Evento    | Round 1   | Round 2   | Round 3   | Round 4   | Totale | Totale | Totale     |
| Atleta         | Evento    | Punteggio | Punteggio | Punteggio | Punteggio | Totale | Par    | Classifica |
| -------------- | --------- | --------- | --------- | --------- | --------- | ------ | ------ | ---------- |
| Christine Wolf | Femminile | 71        | 72        | 81        | 73        | 297    | +13    | 56ª        |

## Judo
Maschile
| Atleta              | Evento | 16-esimi             | Ottavi                        | Quarti                    | Semifinali                     | Ripescaggio                 | Med. bronzo          | Finale                      | Posizione       |
| Atleta              | Evento | Avversario Risultato | Avversario Risultato          | Avversario Risultato      | Avversario Risultato           | Avversario Risultato        | Avversario Risultato | Avversario Risultato        | Posizione       |
| ------------------- | ------ | -------------------- | ----------------------------- | ------------------------- | ------------------------------ | --------------------------- | -------------------- | --------------------------- | --------------- |
| Shamil Borchashvili | −81kg  | Bye                  | A. Egutidze (POR) V (01 - 00) | S. Muki (ISR) V (01 - 00) | S. Boltaboev (UZB) V (01 - 00) | S. Mollaei (MGL) P (00 -10) | Bye                  | D. Ressel (GER) V (10 - 00) |                 |
| Stephan Hegyi       | +100kg | N.D.                 | T. Riner (FRA) P (00 - 01)    | Non qualificato           | Non qualificato                | Non qualificato             | Non qualificato      | Non qualificato             | Non qualificato |

Femminile
| Atleta              | Evento | 16-esimi                      | Ottavi                          | Quarti                                | Semifinali                     | Ripescaggio          | Med. bronzo          | Finale                    | Posizione       |
| Atleta              | Evento | Avversario Risultato          | Avversario Risultato            | Avversario Risultato                  | Avversario Risultato           | Avversario Risultato | Avversario Risultato | Avversario Risultato      | Posizione       |
| ------------------- | ------ | ----------------------------- | ------------------------------- | ------------------------------------- | ------------------------------ | -------------------- | -------------------- | ------------------------- | --------------- |
| Sabrina Filzmoser   | −57 kg | N.D.                          | S.Verhagen (NED) P (00 -10)     | Non qualificata                       | Non qualificata                | Non qualificata      | Non qualificata      | Non qualificata           | Non qualificata |
| Magdalena Krssakova | −63 kg | N.D.                          | Y. Junxia (CHN) V (10 - 00)     | C. Beauchemin-Pinard (CAN) P (00 -10) | Non qualificata                | Non qualificata      | Non qualificata      | Non qualificata           | Non qualificata |
| Michaela Polleres   | −70kg  | M. Fletcher (IRL) V (01 - 00) | K. Seong-yeon (KOR) V (01 - 00) | B. Matić (CRO) V (01 - 00)            | S. van Dijke (NED) V (01 - 00) | Bye                  | Bye                  | C. Arai (JPN) P (00 - 01) |                 |
| Bernadette Graf     | −78kg  | M. Zhenzhao (CHN) V (01 - 00) | M. Malonga (FRA) P (00 - 11)    | Non qualificata                       | Non qualificata                | Non qualificata      | Non qualificata      | Non qualificata           | Non qualificata |

## Karate
Femminile
| Atleta        | Evento | Girone               | Girone               | Girone               | Girone               | Girone    | Semifinali           | Finale               | Posizione |
| Atleta        | Evento | Avversario Risultato | Avversario Risultato | Avversario Risultato | Avversario Risultato | Posizione | Avversario Risultato | Avversario Risultato | Posizione |
| ------------- | ------ | -------------------- | -------------------- | -------------------- | -------------------- | --------- | -------------------- | -------------------- | --------- |
| Bettina Plank | 55 kg  | Miyahara P 2–6       | Zhangbyrbay V 4–3    | Terljuha Par 0–0     | Sayed V 3–1          | 2ª Q      | Goranova P 3–4       | Non qualificata      |           |

## Nuoto
Maschile
| Atleta                | Evento              | Batterie | Batterie  | Semifinali      | Semifinali      | Finale          | Finale          |
| Atleta                | Evento              | Tempo    | Posizione | Tempo           | Posizione       | Tempo           | Posizione       |
| --------------------- | ------------------- | -------- | --------- | --------------- | --------------- | --------------- | --------------- |
| Heiko Gigler          | 50 m stile libero   | 22"17    | 22°       | Non qualificato | Non qualificato | Non qualificato | Non qualificato |
| Felix Auböck          | 400 m stile libero  | 3'43"91  | 2° Q      | N.D.            | N.D.            | 3'44"07         | =4°             |
| Felix Auböck          | 800 m stile libero  | 7'45"73  | 4° Q      | N.D.            | N.D.            | 7'49"14         | 7°              |
| Felix Auböck          | 1500 m stile libero | 14'51"88 | 7° Q      | N.D.            | N.D.            | 15'03"47        | 7°              |
| Bernhard Reitshammer  | 100 m dorso         | 55"26    | 35°       | Non qualificato | Non qualificato | Non qualificato | Non qualificato |
| Bernhard Reitshammer  | 100 m rana          | 1'00"41  | 30°       | Non qualificato | Non qualificato | Non qualificato | Non qualificato |
| Bernhard Reitshammer  | 200 m misti         | 1'59"56  | 32°       | Non qualificato | Non qualificato | Non qualificato | Non qualificato |
| Christopher Rothbauer | 200 m rana          | 2'13"19  | 28°       | Non qualificato | Non qualificato | Non qualificato | Non qualificato |
| Simon Bucher          | 100 m farfalla      | 52"52    | =37°      | Non qualificato | Non qualificato | Non qualificato | Non qualificato |

Femminile
| Atleta         | Evento              | Batterie | Batterie  | Semifinali      | Semifinali      | Finale          | Finale          |
| Atleta         | Evento              | Tempo    | Posizione | Tempo           | Posizione       | Tempo           | Posizione       |
| -------------- | ------------------- | -------- | --------- | --------------- | --------------- | --------------- | --------------- |
| Lena Grabowski | 100 m dorso         | 1'01"80  | 29ª       | Non qualificata | Non qualificata | Non qualificata | Non qualificata |
| Lena Grabowski | 200 m dorso         | 2'09"77  | 10ª Q     | 2'10"10         | 12ª             | Non qualificata | Non qualificata |
| Marlene Kahler | 400 m stile libero  | 4'08"37  | 17ª       | N.D.            | N.D.            | Non qualificata | Non qualificata |
| Marlene Kahler | 800 m stile libero  | 8'36"16  | 22ª       | N.D.            | N.D.            | Non qualificata | Non qualificata |
| Marlene Kahler | 1500 m stile libero | 16'20"05 | 19ª       | N.D.            | N.D.            | Non qualificata | Non qualificata |

## Nuoto artistico
| Atleta                                | Evento | Qualificazioni    | Qualificazioni   | Qualificazioni | Qualificazioni | Finale            | Finale           | Finale       | Finale    |
| Atleta                                | Evento | Programma tecnico | Programma libero | Punti totali   | Posizione      | Programma tecnico | Programma libero | Punti totali | Posizione |
| ------------------------------------- | ------ | ----------------- | ---------------- | -------------- | -------------- | ----------------- | ---------------- | ------------ | --------- |
| Anna-Maria Alexandri Eirini Alexandri | Duo    | 90,5000           | 90,3773          | 180,8773       | 7ª Q           | 90,3773           | 91,8000          | 182,1773     | 7ª        |

## Sollevamento pesi
Maschile
| Atleta             | Evento  | Strappo   | Strappo    | Slancio   | Slancio    | Totale | Classifica |
| Atleta             | Evento  | Risultato | Classifica | Risultato | Classifica | Totale | Classifica |
| ------------------ | ------- | --------- | ---------- | --------- | ---------- | ------ | ---------- |
| Sargis Martirosjan | +109 kg | 180       | 6°         | 201       | 12°        | 381    | 10°        |

Femminile
| Atleta        | Evento | Strappo   | Strappo    | Slancio   | Slancio    | Totale | Classifica |
| Atleta        | Evento | Risultato | Classifica | Risultato | Classifica | Totale | Classifica |
| ------------- | ------ | --------- | ---------- | --------- | ---------- | ------ | ---------- |
| Sarah Fischer | +87kg  | 97        | 9ª         | 123       | 10ª        | 220    | 10ª        |

## Skateboard
Femminile
| Atleta         | Evento           | Qualificazione | Qualificazione | Finale          | Finale          |
| Atleta         | Evento           | Punteggio      | Pos.           | Punteggio       | Pos.            |
| -------------- | ---------------- | -------------- | -------------- | --------------- | --------------- |
| Julia Brückler | Street femminile | 5.10           | 18ª            | Non qualificata | Non qualificata |

## Tennis
Maschile
| Atleta                       | Evento | 32-esimi                                     | 16-esimi                                   | Ottavi               | Quarti               | Semifinali           | Finale               | Pos.            |
| Atleta                       | Evento | Avversario Risultato                         | Avversario Risultato                       | Avversario Risultato | Avversario Risultato | Avversario Risultato | Avversario Risultato | Pos.            |
| ---------------------------- | ------ | -------------------------------------------- | ------------------------------------------ | -------------------- | -------------------- | -------------------- | -------------------- | --------------- |
| Oliver Marach Philipp Oswald | Doppio | J. Millman/L. Saville (AUS) V (7 - 5, 6 - 2) | J.S. Cabal/R. Farah (COL) P (4 - 6, 1 - 6) | Non qualificato      | Non qualificato      | Non qualificato      | Non qualificato      | Non qualificato |

## Tennistavolo
| Robert Gardos   | Singolo | N.D. | N.D. | P. Drinkhall (GBR) P (1 - 4) | Non qualificato            | Non qualificato | Non qualificato | Non qualificato | Non qualificato | Non qualificato | Non qualificato | Non qualificato | Non qualificato | Non qualificato | Non qualificato |
| Daniel Habesohn | Singolo | N.D. | N.D. | C. Chew (SGP) V (4 - 1)      | M. Freitas (POR) P (3 - 4) | Non qualificato | Non qualificato | Non qualificato | Non qualificato | Non qualificato | Non qualificato | Non qualificato | Non qualificato | Non qualificato |                 |

Femminile
| Liu Jia                          | Singolo | H. Zaza (SYR) V (4 - 0) | H. Gaponova (UKR) V (4 - 2) | P. Mikhaylova (ROC) V (4 - 3) | A. Díaz (PUR) V (4 - 0)  | J. Ji-hee (KOR) P (1 - 4)   | Non qualificata | Non qualificata | Non qualificata | Non qualificata | Non qualificata | Non qualificata | Non qualificata |
| Sofia Polcanova                  | Singolo | N.D.                    | N.D.                        | N.D.                          | M. Batra (IND) V (4 - 0) | K. Ishikawa (JPN) P (0 - 4) | Non qualificata | Non qualificata | Non qualificata | Non qualificata | Non qualificata | Non qualificata | Non qualificata |
| Sofia Polcanova Liu Jia Liu Yuan | Squadra | N.D.                    | N.D.                        | N.D.                          | N.D.                     | Corea del Sud P (0-3)       | Non qualificate | Non qualificate | Non qualificate | Non qualificate | Non qualificate | Non qualificate | Non qualificate |

Misti
| Sofia Polcanova Stefan Fegerl | Doppio misto | N.D. | N.D. | N.D. | N.D. | J. Mizutani/M. Ito (JPN) P ( 1 - 4) | Non qualificati | Non qualificati | Non qualificati | Non qualificati | Non qualificati | Non qualificati | Non qualificati |

## Tiro a segno/volo
Maschile
| Atleta          | Evento          | Qualificazione | Qualificazione | Finale          | Finale          |
| Atleta          | Evento          | Punteggio      | Classifica     | Punteggio       | Classifica      |
| --------------- | --------------- | -------------- | -------------- | --------------- | --------------- |
| Martin Strempfl | Carabina 10m ac | 627,0          | 13°            | Non qualificato | Non qualificato |

Femminile
| Atleta         | Evento         | Qualificazione | Qualificazione | Finale          | Finale          |
| Atleta         | Evento         | Punteggio      | Classifica     | Punteggio       | Classifica      |
| -------------- | -------------- | -------------- | -------------- | --------------- | --------------- |
| Sylvia Steiner | Pistola 10m ac | 573,0          | 15ª            | Non qualificata | Non qualificata |
| Sylvia Steiner | Pistola 25m ac | 577,0          | 29ª            | Non qualificata | Non qualificata |

## Triathlon
Maschile
| Atleta        | Evento      | Nuoto  | Trans. 1 | Ciclismo | Trans. 2 | Corsa  | Totale   | Classifica |
| ------------- | ----------- | ------ | -------- | -------- | -------- | ------ | -------- | ---------- |
| Alois Knabl   | Individuale | 17'55" | 45"      | DNF      | DNF      | DNF    | DNF      | DNF        |
| Lukas Hollaus | Individuale | 18'38" | 40"      | 57'38"   | 29"      | 31'34" | 1h48'59" | 34°        |

Femminile
| Atleta        | Evento      | Nuoto  | Trans. 1 | Ciclismo | Trans. 2 | Corsa  | Totale   | Classifica |
| ------------- | ----------- | ------ | -------- | -------- | -------- | ------ | -------- | ---------- |
| Julia Hauser  | Individuale | DNF    | DNF      | DNF      | DNF      | DNF    | DNF      | DNF        |
| Lisa Perterer | Individuale | 20'03" | 42"      | 1h06'14" | 35"      | 35'26" | 2h03'00" | 27°        |

## Vela
Maschile
| Atleta                         | Evento | Regata | Regata | Regata | Regata | Regata | Regata | Regata | Regata | Regata | Regata | Regata | Regata | Regata | Punteggio Totale | Punteggio Netto | Classifica |
| Atleta                         | Evento | 1      | 2      | 3      | 4      | 5      | 6      | 7      | 8      | 9      | 10     | 11     | 12     | M      | Punteggio Totale | Punteggio Netto | Classifica |
| ------------------------------ | ------ | ------ | ------ | ------ | ------ | ------ | ------ | ------ | ------ | ------ | ------ | ------ | ------ | ------ | ---------------- | --------------- | ---------- |
| Benjamin Bildstein David Hussl | 49er   | 10     | 17     | 6      | 4      | 9      | 9      | 10     | 5      | 16     | 7      | 15     | 13     | 5      | 131              | 114             | 10ª        |

Femminile
| Atleta                    | Evento | Regata | Regata | Regata | Regata | Regata | Regata | Regata | Regata | Regata | Regata | Regata | Regata | Regata | Punteggio Totale | Punteggio Netto | Classifica |
| Atleta                    | Evento | 1      | 2      | 3      | 4      | 5      | 6      | 7      | 8      | 9      | 10     | 11     | 12     | M      | Punteggio Totale | Punteggio Netto | Classifica |
| ------------------------- | ------ | ------ | ------ | ------ | ------ | ------ | ------ | ------ | ------ | ------ | ------ | ------ | ------ | ------ | ---------------- | --------------- | ---------- |
| Lorena Abicht Tanja Frank | 49erFX | 11     | 13     | 9      | 11     | 12     | 22 DNF | 19     | 7      | 9      | 17     | 15     | 20     | EL     | 165              | 143             | 17ª        |

Misti
| Atleta                    | Evento   | Regata | Regata | Regata | Regata | Regata | Regata | Regata | Regata | Regata | Regata | Regata | Regata | Regata | Punteggio Totale | Punteggio Netto | Classifica |
| Atleta                    | Evento   | 1      | 2      | 3      | 4      | 5      | 6      | 7      | 8      | 9      | 10     | 11     | 12     | M      | Punteggio Totale | Punteggio Netto | Classifica |
| ------------------------- | -------- | ------ | ------ | ------ | ------ | ------ | ------ | ------ | ------ | ------ | ------ | ------ | ------ | ------ | ---------------- | --------------- | ---------- |
| Thomas Zajac Barbara Matz | Nacra 17 | 3      | 10     | 8      | 14     | 13     | 5      | 12     | 13     | 9      | 4      | 12     | 11     | EL     | 114              | 100             | 11ª        |